# Saison 2013-2014 des Lakers de Los Angeles
La saison 2013-2014 des Lakers de Los Angeles est la 66e saison d'existence de la franchise, la 65e saison au sein de la National Basketball Association (NBA) et la 54e saison dans la ville de Los Angeles.
Avec le départ de Dwight Howard à Houston pendant l’intersaison, Kobe Bryant ne jouant que six matchs et de nombreuses blessures, ils ont terminé la saison avec un bilan de 27-55, le 6e pire bilan de la ligue. Les Lakers ont raté les playoffs pour la première fois depuis la saison 2004-2005.

## Draft
| Tour | Choix | Joueur     | Poste | Nationalité | Provenance |
| ---- | ----- | ---------- | ----- | ----------- | ---------- |
| 2    | 48    | Ryan Kelly | PF    | États-Unis  | Duke       |

## Classements de la saison régulière
| Conférence Ouest | Conférence Ouest                | Conférence Ouest | Conférence Ouest | Conférence Ouest | Conférence Ouest | Conférence Ouest | Conférence Ouest |
| No               | Franchise                       | Vic.             | Def.             | MJ               | % V/D            | RV               |                  |
| ---------------- | ------------------------------- | ---------------- | ---------------- | ---------------- | ---------------- | ---------------- | ---------------- |
| 1                | Spurs de San Antonio            | 62               | 20               | 82               | 75,60 %          | -                |                  |
| 2                | Thunder d'Oklahoma City         | 59               | 23               | 82               | 72,00 %          | 3,0              |                  |
| 3                | Clippers de Los Angeles         | 57               | 25               | 82               | 69,50 %          | 5,0              |                  |
| 4                | Rockets de Houston              | 54               | 28               | 82               | 65,90 %          | 8,0              |                  |
| 5                | Trail Blazers de Portland       | 54               | 28               | 82               | 65,90 %          | 8,0              |                  |
| 6                | Warriors de Golden State        | 51               | 31               | 82               | 62,20 %          | 11,0             |                  |
| 7                | Grizzlies de Memphis            | 50               | 32               | 82               | 61,00 %          | 12,0             |                  |
| 8                | Mavericks de Dallas             | 49               | 33               | 82               | 59,80 %          | 13,0             |                  |
|                  |                                 |                  |                  |                  |                  |                  |                  |
| 9                | Suns de Phoenix                 | 48               | 34               | 82               | 58,50 %          | 14,0             |                  |
| 10               | Timberwolves du Minnesota       | 40               | 42               | 82               | 48,80 %          | 22,0             |                  |
| 11               | Nuggets de Denver               | 36               | 46               | 82               | 43,90 %          | 26,0             |                  |
| 12               | Pelicans de La Nouvelle-Orléans | 34               | 48               | 82               | 41,50 %          | 28,0             |                  |
| 13               | Kings de Sacramento             | 28               | 54               | 82               | 34,10 %          | 34,0             |                  |
| 14               | Lakers de Los Angeles           | 27               | 55               | 82               | 32,90 %          | 35,0             |                  |
| 15               | Jazz de l'Utah                  | 25               | 57               | 82               | 30,50 %          | 37,0             |                  |

| Division Pacifique       | V  | D  | MJ | % V/D   | GB   | Dom   | Ext   | Div  | Conf  |
| ------------------------ | -- | -- | -- | ------- | ---- | ----- | ----- | ---- | ----- |
| Clippers de Los Angeles  | 57 | 25 | 82 | 69,50 % | -    | 34-7  | 23-18 | 12-4 | 36-16 |
| Warriors de Golden State | 51 | 31 | 82 | 62,20 % | 6,0  | 27-14 | 24-17 | 11-5 | 31-21 |
| Suns de Phoenix          | 48 | 34 | 82 | 58,50 % | 9,0  | 26-15 | 22-19 | 8-8  | 28-24 |
| Kings de Sacramento      | 28 | 54 | 82 | 34,10 % | 29,0 | 17-24 | 11-30 | 3-13 | 15-37 |
| Lakers de Los Angeles    | 27 | 55 | 82 | 32,90 % | 30,0 | 14-27 | 13-28 | 6-10 | 15-37 |

## Effectif
| Effectif des Lakers de Los Angeles 2013-2014 |
| --- |
| 0 Nick Young • 1 Jordan Farmar • 2 MarShon Brooks • 4 Ryan Kelly • 6 Kent Bazemore • 7 Xavier Henry • 9 Chris Kaman • 10 Steve Nash • 11 Wesley Johnson • 12 Kendall Marshall • 16 Pau Gasol • 20 Jodie Meeks • 24 Kobe Bryant (C) • 27 Jordan Hill • 50 Robert SacreEntraîneur : Mike D'Antoni |

## Statistiques
| Joueur           | MJ | MC | MPG  | FG%  | 3P%  | FT%  | RPG | APG | SPG | BPG | PPG  |
| ---------------- | -- | -- | ---- | ---- | ---- | ---- | --- | --- | --- | --- | ---- |
| Kent Bazemore    | 23 | 15 | 28.0 | .451 | .371 | .644 | 3.3 | 3.1 | 1.3 | .3  | 13.1 |
| Steve Blake      | 27 | 27 | 33.0 | .378 | .397 | .800 | 3.8 | 7.6 | 1.3 | .1  | 9.5  |
| MarShon Brooks   | 18 | 0  | 12.7 | .489 | .579 | .692 | 1.7 | 1.2 | .7  | .2  | 6.4  |
| Kobe Bryant      | 6  | 6  | 29.5 | .425 | .188 | .857 | 4.3 | 6.3 | 1.2 | .2  | 13.8 |
| Jordan Farmar    | 41 | 5  | 22.2 | .415 | .438 | .746 | 2.5 | 4.9 | .9  | .2  | 10.1 |
| Pau Gasol        | 60 | 60 | 31.4 | .480 | .286 | .736 | 9.7 | 3.4 | .5  | 1.5 | 17.4 |
| Elias Harris     | 2  | 0  | 5.5  | .000 | .    | .    | .5  | .5  | .5  | .0  | .0   |
| Manny Harris     | 9  | 0  | 20.0 | .400 | .350 | .833 | 3.8 | 1.2 | .4  | .1  | 8.1  |
| Xavier Henry     | 43 | 5  | 21.1 | .417 | .346 | .655 | 2.7 | 1.2 | 1.0 | .2  | 10.0 |
| Jordan Hill      | 72 | 32 | 20.8 | .549 | .000 | .685 | 7.4 | .8  | .4  | .9  | 9.7  |
| Wesley Johnson   | 79 | 62 | 28.4 | .425 | .369 | .792 | 4.4 | 1.6 | 1.1 | 1.0 | 9.1  |
| Chris Kaman      | 39 | 13 | 18.9 | .509 | .000 | .765 | 5.9 | 1.5 | .3  | 1.0 | 10.4 |
| Ryan Kelly       | 59 | 25 | 22.2 | .423 | .338 | .815 | 3.7 | 1.6 | .5  | .8  | 8.0  |
| Kendall Marshall | 54 | 45 | 29.0 | .406 | .399 | .528 | 2.9 | 8.8 | .9  | .1  | 8.0  |
| Jodie Meeks      | 77 | 70 | 33.2 | .463 | .401 | .857 | 2.5 | 1.8 | 1.4 | .1  | 15.7 |
| Steve Nash       | 15 | 10 | 20.9 | .383 | .333 | .917 | 1.9 | 5.7 | .5  | .1  | 6.8  |
| Robert Sacre     | 65 | 13 | 16.8 | .477 | .    | .681 | 3.9 | .8  | .4  | .7  | 5.4  |
| Shawne Williams  | 36 | 13 | 20.9 | .380 | .326 | .700 | 4.6 | .8  | .5  | .8  | 5.6  |
| Nick Young       | 64 | 9  | 28.3 | .435 | .386 | .825 | 2.6 | 1.5 | .7  | .2  | 17.9 |

## Transactions
| Arrivées Via draft - Ryan Kelly Via free agency - Nick Young - Chris Kaman - Wesley Johnson - Jordan Farmar - Kendall Marshall Via transfert - Kent Bazemore - Marshon Brooks | Départs Via free agency - Earl Clark - Dwight Howard Coupé - Chris Duhon - Metta World Peace Via transfert - Steve Blake |

### Arrivées
| Joueur           | Date        | Ancienne équipe                     |
| ---------------- | ----------- | ----------------------------------- |
| Robert Sacre     | 10 juillet  | Los Angeles Lakers (renouvellement) |
| Nick Young       | 11 juillet  | Philadelphia 76ers                  |
| Chris Kaman      | 12 juillet  | Dallas Mavericks                    |
| Wesley Johnson   | 15 juillet  | Phoenix Suns                        |
| Jordan Farmar    | 17 juillet  | Anadolu Efes (Turquie)              |
| Kendall Marshall | 20 décembre | Phoenix Suns                        |

### Départs
| Joueur            | Motif       | Date       | Nouvelle équipe       |
| ----------------- | ----------- | ---------- | --------------------- |
| Chris Duhon       | Coupé       | 29 juin    |                       |
| Metta World Peace | Coupé       | 11 juillet | New York Knicks       |
| Earl Clark        | Agent libre | 12 juillet | Cleveland Cavaliers   |
| Dwight Howard     | Agent libre | 13 juillet | Houston Rockets       |
| Steve Blake       | Transféré   | 19 février | Golden State Warriors |